# Metztitla
Metztitla är en ort i Mexiko.   Den ligger i kommunen Tianguistenco och delstaten Mexiko, i den sydöstra delen av landet, 50 km sydväst om huvudstaden Mexico City. Metztitla ligger 2 719 meter över havet och antalet invånare är 610.
Terrängen runt Metztitla är lite bergig. Runt Metztitla är det ganska tätbefolkat, med 207 invånare per kvadratkilometer. Närmaste större samhälle är San Mateo Atenco, 19,3 km nordväst om Metztitla. I omgivningarna runt Metztitla växer i huvudsak blandskog.